# Gare de Namps - Quevauvillers
La gare de Namps - Quevauvillers est une gare ferroviaire française de la ligne de Saint-Roch à Darnétal-Bifurcation, située sur le territoire de la commune de Namps-Maisnil, à proximité de Quevauvillers, dans le département de la Somme, en région Hauts-de-France.
Elle est mise en service en 1867, par la Compagnie des chemins de fer du Nord.
C'est une halte voyageurs de la Société nationale des chemins de fer français (SNCF), desservie par des trains TER Hauts-de-France.

## Situation ferroviaire

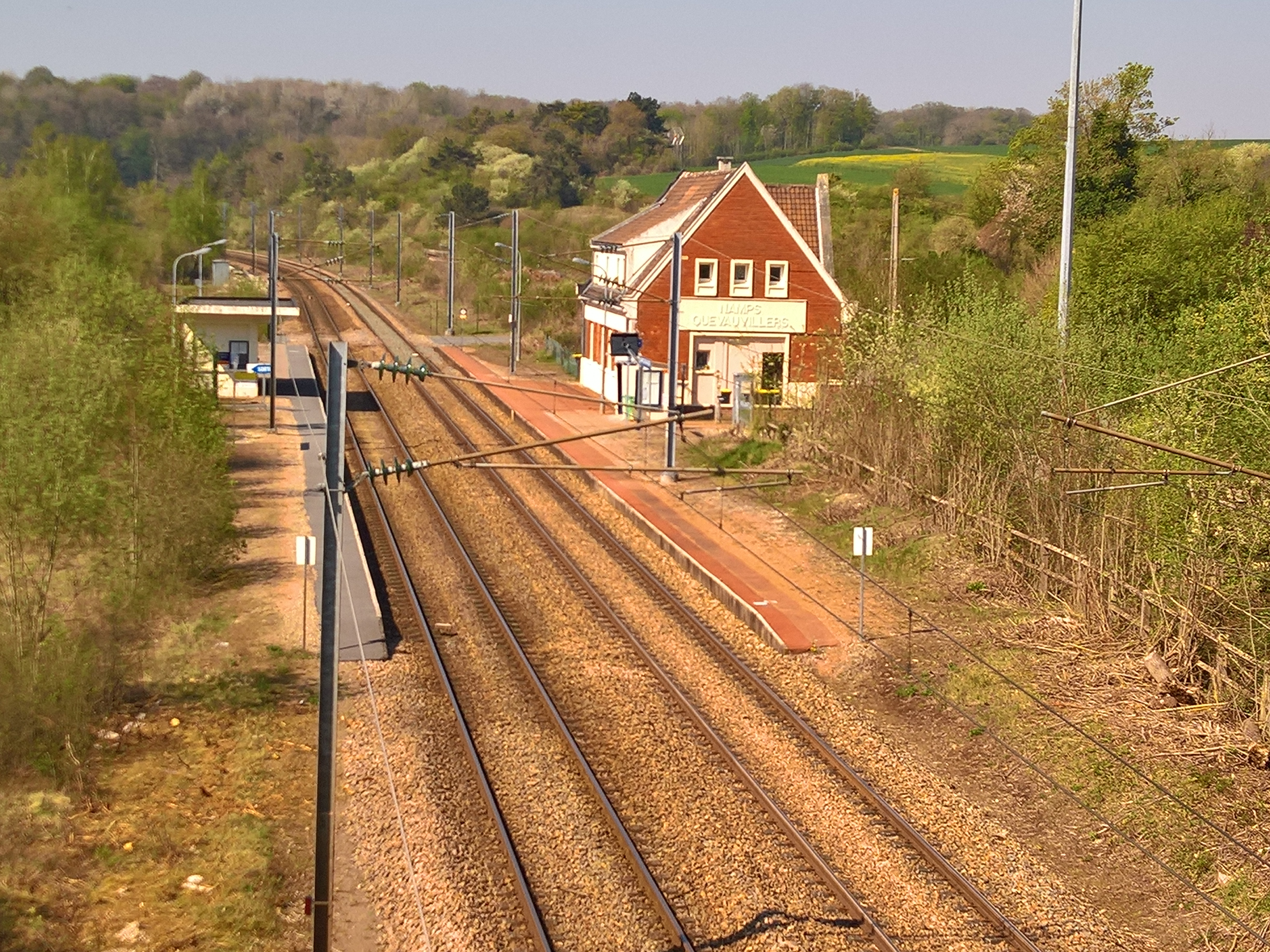
La gare, vue du pont.

## Histoire
La station de Namps est mise en service le 18 avril 1867 par la Compagnie des chemins de fer du Nord, lors de l'ouverture de l'exploitation voyageurs de la ligne d'Amiens à Rouen. L'ouverture du service des marchandises a lieu le 26 avril.
Le bâtiment voyageurs d'origine, détruit par un bombardement aérien en 1944, a alors été remplacé provisoirement par des locaux en préfabriqués. Il est reconstruit de mars 1955 à septembre 1956, et constitue le bâtiment en briques actuel.
En 2018, selon les estimations de la SNCF, la fréquentation annuelle de la gare est de 598 voyageurs. Ce nombre s'est élevé à 794 pour 2017, 1 198 en 2016 et 1 084 en 2015.

## Service des voyageurs

### Desserte
Elle est desservie par des trains omnibus du réseau TER Hauts-de-France, reliant Amiens à Abancourt.